# Polska Unia Pracujących

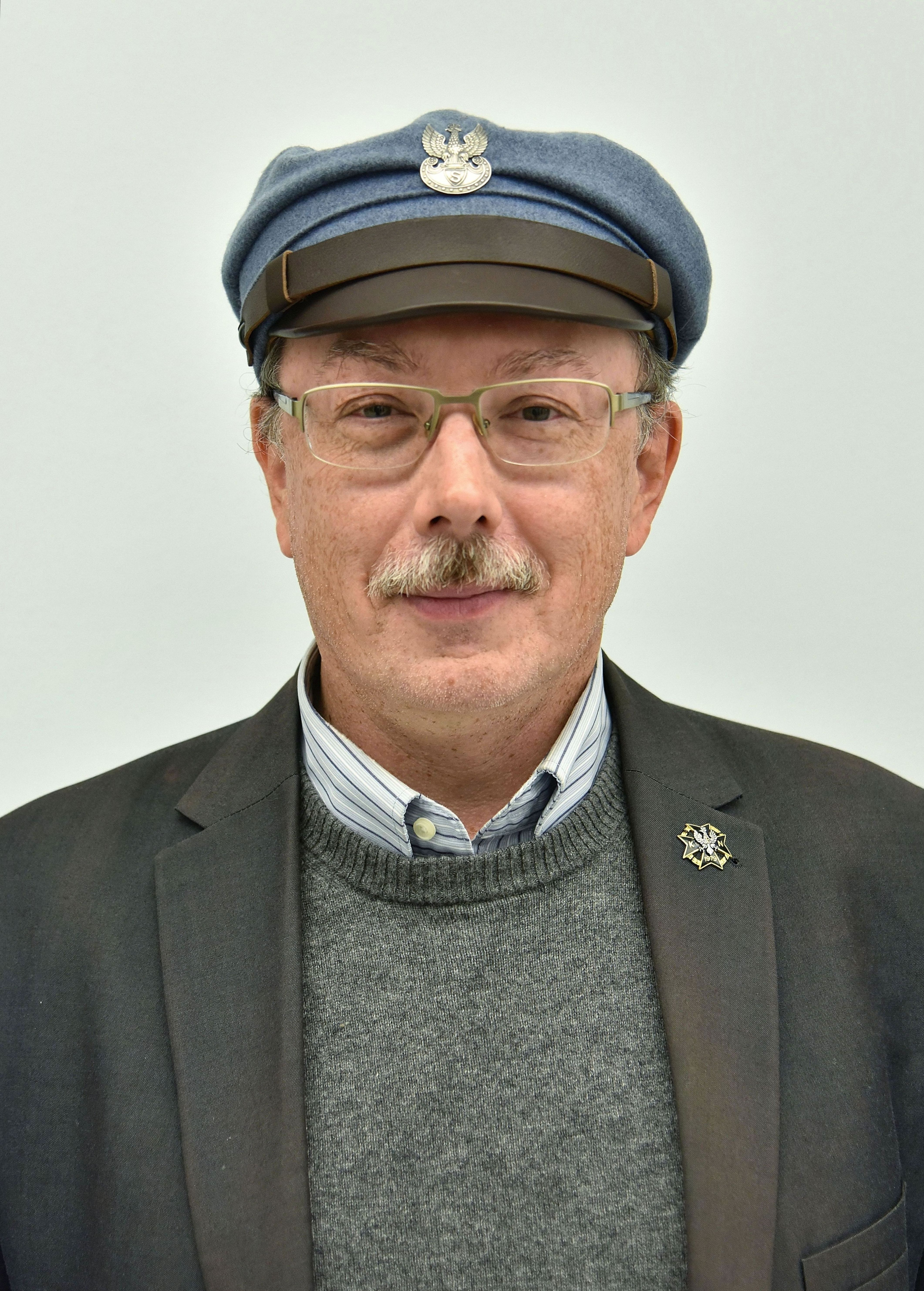
Założyciel Polskiej Unii Pracujących Adam Słomka

Polska Unia Pracujących (PUP) – polska partia polityczna założona w 1993 przez posła Adama Słomkę z Konfederacji Polski Niepodległej. Powołała do życia własny komitet wyborczy, który wziął udział w wyborach parlamentarnych w 1993. W wyborach do Sejmu RP na komitet PUP oddano 6789 głosów (0,05% w skali kraju). Charakterystycznym dla PUP posunięciem było zgłaszanie kandydatów o nazwiskach identycznych z nazwiskami liderów Unii Pracy (Zbigniewa Bujaka – w jego przypadku także o tym samym imieniu – czy Wiesławy Ziółkowskiej), celem odbierania głosów tej partii. W późniejszym okresie ugrupowanie nie prowadziło działalności.